# Paganalies
 (janvier 2023).
Les Paganalies (en latin classique : Paganalia, -ae), ou Féries paganiques (feriae paganicae), étaient des fêtes romaines.
Elles faisaient partie, avec les Consulia et les Saturnales (Saturnalia), du groupe des fêtes qui célébraient dans l'arrière-saison la fin des travaux champêtres et appelaient la bénédiction des dieux sur les semailles confiées à la terre.
Elles furent les plus populaires des Feriae sementinae.
Elle était la fête du pagus, c'est-à-dire du groupement des hameaux, des villages et des fermes dans l'unité d'une religion commune, comme les Compitalia étaient la fête des Lares au carrefour qui reliait les vici.

## Instauration
Selon la tradition, les Paganalies auraient été instaurées par Servius Tullius.

## Dates
Les Paganalies tombaient au mois de janvier  (ianuarius).
Elles faisaient partie des fêtes mobiles dites féries conceptives (feriae conceptiuae) : les pontifes se réservaient d'en fixer la date chaque année, de manière toutefois à les faire coïncider avec deux jours de marché, séparés par un intervalle de sept jours.

## Déroulement
Le premier jour des Paganalies était consacré à Cérès, qui représentait la semence ; le second, à Tellus, qui la recevait en son sein.
Ovide leur donne comme épilogue une invocation à la Paix : « Pax Cererem nutrit, pacis alumna Ceres ».
On y purifiait le pagus et, par des offrandes de gâteaux (liba), on se rendait propices Cérès et Tellus, les « matres frugum ».
Un commentateur de Virgile[Lequel ?] nous apprend que la pratique des oscilla, surtout en faveur pour les vendanges, y avait aussi sa place ; et plusieurs des traits dont Horace peint les fêtes de la moisson lui conviennent également. Un passage du même poète nous signale, parmi les éléments des Paganalies, les réjouissances foraines.

## Sources antiques
- Varron, Langue latine, VI, 24 et 26 ;
- Ovide, Fastes, I, 657 ; 669 sqq ; 671 sqq ; 697 sqq ; 670 ;
- Lidus, De mens., III, 6 ;
- Serv. Virg., Géorgiques, I, 21 ;
- Denys d'Halicarnasse, Antiquités romaines, IV, 15 ;
- Sic. Flacc., 25 ;
- Tib., II, 1, 5 ;
- Prob. Virg, Géorgiques, II, 385 ;
- Horace, Ep., II, 1, 49 et 140.